# Aizanat Murtazaeva
Aizanat Makhachevna Murtazaeva (en russe : Айзанат Махачевна Муртазаева), née le 23 septembre 2001 dans le village de Khounzakh au Daghestan, est une escrimeuse russe pratiquant l'épée.

## Carrière
Âgée de 19 ans en 2021, et bien que n'ayant aucune référence internationale chez les seniors (elle est alors 15e meilleure épéiste de Russie au classement mondial), elle passe le processus de sélection olympique national en vue des Jeux olympiques de Tokyo. Dans cette arme valorisant l'expérience, la jeune russe réalise une performance stupéfiante lors de ces Jeux en éliminant plusieurs tireuses d'expérience dont la no 2 mondiale Choi In-jeong. Elle est stoppée en demi-finales par la Chinoise Sun Yiwen et s'incline lors du match pour la troisième place face à l'Estonienne Katrina Lehis.
En 2022, elle atteint les demi-finales d'un tournoi de coupe du monde à Barcelone, peu de temps avant que le bannissement des escrimeurs russes ne l'écarte des tournois internationaux. Ses points obtenus aux Jeux olympiques et les points perdus par sa compatriote Violetta Kolobova durant cette période, faute de compétition, permettent à Murtazaeva de passer 1re escrimeuse russe au classement mondial, à la 20e place. En avril, à Sotchi, Murtazaeva devient championne de Russie, en individuel et par équipes, surclassant Kolobova en finale de l'épreuve individuelle (15-7).

## Palmarès
- Championnats d'Europe
  -  Médaille d'or aux championnats d'Europe 2025 à Gênes